# 酸化マンガン(II)
酸化マンガン(II)（さんかマンガン(II)、Manganese(II) oxide）は、化学式 MnO で表されるマンガンと酸素の化合物である。緑マンガン鉱として天然に産出される。

## 合成方法
硝酸マンガン(II)六水和物を大気中で300 ℃まで加熱すると、二酸化窒素の発生終了後に β-MnO2 が得られる。これを粉砕し、水素中・1200 ℃以下で還元すると酸化マンガンが得られる。
{\displaystyle {\ce {Mn(NO3)2\centerdot 6H2O->MnO2\ +2NO2\ +6H2O}}}
{\displaystyle {\ce {MnO2\ + H2 -> MnO\ + H2O}}}
または炭酸マンガンを減圧下・500 ℃で数十時間、ないし水素中で1000 ℃・20分加熱することでも生成される。
{\displaystyle {\ce {MnCO3 -> MnO\ + CO2}}}

## 性質
水には溶けないが、塩化アンモニウム水溶液には可溶。単位格子は立方晶で格子定数は4.436 Å。空気中でも安定だが、長期間放置すると褐色の二酸化マンガンになる。